# Anglo-Deutsche Bank
Die Anglo-Deutsche Bank war eine 1871 in Hamburg gegründete Universalbank. Sie fusionierte 1892 mit der Dresdner Bank.

## Gründung
Die Anglo-Deutsche Bank entstand am 3. November 1871 in Hamburg unter maßgeblicher Beteiligung der Anglo-Österreichischen Bank. Zu den Mitbegründern gehörten ferner zehn namhafte hanseatische Unternehmer, Konsuln und Senatoren. Das Kapital der Gesellschaft wurde auf 15 Millionen Taler festgelegt, eingeteilt in drei Tranchen zu je 5 Millionen Taler mit 50.000 Aktien à 100 Taler. Die Gründer und Erstzeichner sollten für zunächst fünf Jahre den 16-köpfigen Aufsichtsrat der Bank bilden. Dies waren:
- Otto Berkefeld (Fa. Berkefeld & Michahelles, Hamburg)
- Heinrich Donnenberg, Hamburg
- Senator Franz Ferdinand Eiffe (Fa. F.F. Eiffe & Co., Hamburg)
- Generalkonsul Georg von Gorrison (Fa. Gorrison & Co., Hamburg)
- Theodor Jaques (Fa. D. Jaques & Sohn, Hamburg)
- Konsul Hermann Meister (Fa. Carl Meister & Co., Hamburg)
- Waldemar Nissen (Mitinhaber Fa. Siemssen & Co., Hamburg)
- Konsul Julius Friedrich Wilhelm Reimers (Fa. J.F.W. Reimers, Hamburg)
- Konsul Siegfried Schiff (Fa. Siegfried Schiff, Hamburg)
- Friedrich Vorwerk (Fa. Vorwerk Gebr. & Co., Hamburg)
- Rafael von Meyer (Anglo-Österreichische Bank, Wien)
- David Weissweiler (Anglo-Österreichische Bank, Wien)
- Baron Raphael von Erlanger (Erlanger & Söhne, Frankfurt a. M.)
- Ludwig Flesch (Franco-Österreichische Bank, Wien)
- Oscar Baron von Reinach (Fa. A. Reinach, Frankfurt a. M.)
- Hermann Freiherr von Todesco (Fa. Hermann Todesco’s Söhne, Wien)

Zum Vorstandsvorsitzenden wurde Otto Berkefeld berufen. Der Unternehmenssitz befand sich in einem von Auguste de Meuron nach dem Hamburger Brand neu errichteten Kontorhaus in der Altstadt, Hermannstraße 20.

## Aktivitäten
Sehr enge Verbindungen knüpfte das Unternehmen von Anbeginn zu führenden Hamburger Kaufleuten, wie August Joseph Schön, L. Behrens & Söhne und August Behn. Insbesondere den im Überseehandel tätigen Hanseaten drohte ab Beginn der 1870er Jahre die Gefahr, immer mehr in die Abhängigkeit englischer Banken zu geraten. Vor allem beim Kreditverkehr zwischen China, Ostindien und Hamburg waren sie nahezu vollständig auf die City of London angewiesen. Dieser Entwicklung sollte mit Gründung der Anglo-Deutschen Bank entgegengewirkt werden. Die Zeitung Münchener Bote für Stadt und Land hielt dazu fest:

„Die neue Bank gibt den deutschen Kaufleuten volle Gelegenheit, sich vom englischen Geldverkehr zu emanzipieren und dem deutschen Kredit auf dem Weltmarkt eine Stellung zu erobern, wie sie seinem Handel entspricht. Hamburgs Berufung, Deutschlands Vorkämpfer auf dem Gebiete des ausländischen Freihandels zu sein, bewahrheitet sich auch hierdurch.“

Dementsprechend engagierte sich die Anglo-Deutsche Bank stark im überseeischen Geld- und Kreditgeschäft. Darüber hinaus beteiligte sie sich an Schiffbaufinanzierungen und war Hauptanteilseigner der Deutschen Transatlantischen Schiffahrts-Gesellschaft mit Sitz in Hamburg, nach der Reedereiflagge kurz Adler-Linie genannt, die später von der HAPAG übernommen wurde. Ein weiteres Geschäftsfeld stellten Beteiligungen an Kreditinstituten und Gründungen neuer Banken dar, in denen zeitgleich Mitglieder des Vorstands oder Aufsichtsrats der Anglo-Deutschen Bank im Vorstand oder Aufsichtsrat der neuen Bank vertreten waren. Zu den wichtigsten zählten: die
- Centralbank für Industrie und Handel in Berlin (Gründungsmitglied 1871)[9]
- Hamburger Bank in Hamburg (Beteiligung)[10]
- Deutsche Nationalbank in Bremen (Gründungsmitglied 1871)[2]
- Dresdner Bank in Dresden (Gründungsmitglied 1872)[2]

Zu dieser Zeit arbeitete bei der Anglo-Deutschen Bank unter anderem Paul Mankiewitz, der spätere Vorstandsvorsitzende der Deutschen Bank. Sehr erfolgreich war die Anglo-Deutsche Bank im Effekten- und Konsortialgeschäft. Zudem beteiligte sie sich an der Finanzierung verschiedener Eisenbahnstrecken in Deutschland sowie Österreich-Ungarn und war Gründungsmitglied der Internationalen Bau- und Eisenbahn-Gesellschaft (1872). In Nordungarn verfügte die Anglo-Deutsche Bank über bedeutende Kohlelagerstätten und Bergwerke im Mátra-Gebirge. Ferner erwarb das Unternehmen im Vorwege der Weltausstellung 1873 Eigentum und Grundstücke am Wiener Prater.
Aufgrund ihres nicht geringen Engagements in Österreich-Ungarn und ihrer engen Verbindung zur Anglo-Österreichischen Bank war die Anglo-Deutsche Bank stark von den Auswirkungen des Wiener Börsenkrachs betroffen. Allein im Jahr 1874 musste sie im Aktien-, Fonds- und Konsortialgeschäft ein Defizit in Höhe von 4,9 Millionen Mark verbuchen. Dieser Betrag entspricht inflationsbereinigt heute der Kaufkraft von 32.830.000 Euro. Trotz der erheblichen Probleme und großen Verluste konnte die Anglo-Deutsche Bank, im Gegensatz zu vielen anderen Kreditinstituten, die Gründerkrise überstehen.

## Dividenden
Die Anglo-Deutsche Bank war von Anfang an mit einem zu hohen Eigenkapital ausgestattet. Beispielsweise lag im Durchschnitt der Jahre 1872 bis 1879 die Eigenkapitalquote bei über 85 Prozent. Auch mehrere Kapitalherabsetzungen konnten keine Abhilfe schaffen. Zwar sank das Eigenkapital durch den Rückkauf eigener Aktien von 24,1 Millionen Mark im Jahr 1873 auf 11 Millionen Mark im Jahr 1879, gleichzeitig fiel aber auch die Bilanzsumme von 27,1 Millionen Mark auf 12,1 Millionen Mark. Damit war im Schnitt die Eigenkapitalrentabilität bis zum Ende der 1870er Jahre leicht negativ (−0,2 Prozent).
Die Generalversammlung der Aktionäre erkannte das Problem und setzte unmittelbar nach dem Wiener Börsenkrach eine Kommission ein, welche die Geschäftsführung sowie die Überlebensfähigkeit der Anglo-Deutschen Bank prüfte. Im Ergebnis wurde das Unternehmen unter der Leitung eines teilweise neuen Vorstands reorganisiert und die Aktivitäten künftig auf reine Bankgeschäfte beschränkt. Die neue Geschäftsleitung unterband den „Erwerb von Unternehmungen aller Art“ und stieß den Besitz vollständig eigener Industrieunternehmen ab. Parallel versuchte der nunmehr nur noch aus Hamburger Unternehmern zusammengesetzte Vorstand, den Einfluss insbesondere der österreichischen Aktionäre auf die Geschäfte der Bank zu reduzieren. So hatten österreichische Großaktionäre bei der Gründung des Unternehmens über die Presse verlautbaren lassen, dass „die Anglo-Deutsche Bank dazu berufen sei, das Interesse des österreichischen Kapitals im deutschen Auslande zu fördern“.
Umgekehrt mussten sich die Hamburger Aktionäre mit ihrem Geld an Projekten in Österreich-Ungarn beteiligen, die sich als äußerst verlustreich herausstellten. Dazu zählten beispielsweise Beteiligungen als Hauptgläubiger an der Baden-Vöslauer Baubank in Baden (Niederösterreich), ausgegebene Unternehmensanleihen der Kaschau-Oderberger Eisenbahn in Oberungarn, deren Amortisation auf 82 Jahre angelegt war, der Eigenbesitz an Kupfer-, Silber-, Blei- und Eisenbergwerken im Banat, die Finanzierung der nicht realisierten Strousberg-Bahn in Ungarn und Rumänien.
Die Abwicklung derartiger Geschäfte dauerte bis zum Ende der 1870er Jahre. Allerdings erwies sich auch die Besitzübernahme verschiedener Industrieunternehmen in Deutschland als Fehlinvestition. Eine große Verlustquelle war die im August 1872 erworbene Papiermühle Oldesloe Gebr. Rubens in Oldesloe, welche die Anglo-Deutsche Bank im Jahr 1873 in die Hamburg-Oldesloer Papier- und Geschäftsbücherfabriken AG umwandelte. Dieser Besitz schlug sich deutlich in den Bilanzen der Anglo-Deutschen Bank nieder: 1874 erzielte sie damit einen Gewinn von 212.316,85 Mark, hingegen 1876 einen Verlust in Höhe von 270.000 Mark. Sofort nach Vorlage der Jahresbilanz für 1876 ließ der neue Vorstand im Mai 1877 die Papierfabrik liquidieren.
Bis zum Beginn der 1880er Jahre erfolgten Gewinnausschüttungen sehr unregelmäßig und unterlagen starken Schwankungen. Für das Geschäftsjahr 1871 konnte eine Dividende von 7,1 Prozent gezahlt werden. Im Jahr 1872 wurden 5 Prozent ausgeschüttet. Aufgrund der Verluste nach dem Wiener Börsenkrach erfolgte die nächste Dividendenauszahlung erst wieder im Jahr 1875 (6 Prozent). Im Geschäftsjahr 1876 betrug der Gewinnanteil 3 Prozent. In den folgenden vier Jahren wurde der Gewinn auf Beschluss der Generalversammlung für den Rückkauf von Aktien verwendet. Mit der Herabsetzung des Kapitals auf 7,5 Millionen Mark war im Jahr 1880 die Restrukturierung abgeschlossen. Fortan konnte jährlich eine Dividende von mindestens 5 Prozent erwirtschaftet werden, die gegen Ende 1880er Jahre auf 8 Prozent stieg.

## Auflösung
Von 1881 bis 1892 führte Ludwig Tillmann (* 1825; † 1924) als festangestellter Direktor erfolgreich die Geschäfte der Anglo-Deutschen Bank. Dem Aufsichtsrat gehörten von spätestens 1886 bis 1892 folgende Mitglieder an:
- Waldemar Nissen, Vorsitzender (Mitinhaber Fa. Siemssen & Co.)
- Theodor Jaques (Fa. D. Jaques & Sohn, Hamburg)
- Moritz Levi Meyersberg (Fa. M. Meyersberg, Hamburg)
- Otto Berkefeld (Fa. Berkefeld & Michahelles, Hamburg)
- August Wilhelm Gruner (Fa. A.W. Gruner & Söhne, Hamburg)
- Heinrich Donnenberg, Hamburg
- Paul Pickenpack (Fa. Pickenpack, Thies & Co., Hamburg)
- Senator Marcus Wolf Hinrichsen (Präsens der Handelskammer Hamburg)
- Siegmund Rosenstein, Hamburg[31]

Als eines der ersten Kreditinstitute beteiligte sich die Anglo-Deutsche Bank ab Beginn der 1880er Jahre am bargeldlosen Giroverkehr. Der Umsatz der von ihr geführten Girokonten stieg von 328 Millionen Mark im Jahr 1883 auf 702 Millionen Mark im Jahr 1889. Der Gesamtumsatz des Unternehmens stieg von 640.420.000 Mark im Jahr 1880 auf 2.389.264.000 Mark im Jahr 1889. Damit konnte von „finanziellen Schwierigkeiten“ im Vorwege der Fusion mit der Dresdner Bank, was später in verschiedenen Medien als Grund aufgeführt wurde, nicht die Rede sein. Vielmehr zählte die Anglo-Deutsche Bank zu diesem Zeitpunkt zu den vier finanzstärksten Hamburger Kreditinstituten.
Allerdings erfolgte 1890 aufgrund eines defizitären Engagements bei der Hamburger Export- und Lagerhaus-Gesellschaft (vormals J. Ferd. Nagel) eine Kapitalerhöhung um 4,8 Millionen Mark auf 12,3 Millionen Mark. Hier rechnete die Unternehmensleitung mit einem Totalverlust ihrer Investition in Höhe von 7 Millionen Mark. Tatsächlich ging die Export- und Lagerhaus-Gesellschaft erst im Mai 1895 in Konkurs und die haftenden Verbindlichkeiten der Anglo-Deutsche Bank betrugen „nur“ 2,5 Millionen Mark, welche die Dresdner Bank dann abschrieb.
Finanziell „angeschlagen“ war die Anglo-Deutsche Bank damit keineswegs. Das Unternehmen verfügte zum Zeitpunkt der Fusion mit der Dresdner Bank über ein Stammkapital in Höhe von 12.300.000 Mark. Jedoch rechnete die Unternehmensleitung aufgrund der Kapitalerhöhung erneut mit unregelmäßigen Gewinnausschüttungen, so dass die Aktionäre auf der Generalversammlung am 10. August 1892 den Zusammenschluss mit Dresdner Bank zum 21. September 1892 beschlossen. Hierbei muss berücksichtigt werden, dass die Anglo-Deutsche Bank ein Gründungsmitglied der Dresdner Bank und seit 1872 mit 7,4 Prozent an ihr beteiligt war. Zudem gehörte Theodor Jaques, als langjähriges Aufsichtsratsmitglied der Anglo-Deutschen Bank, dem Aufsichtsrat der Dresdner Bank an – und blieb dies auch nach der Vereinigung.
Mit der Fusion begann der Aufstieg der Dresdner Bank zur zweitgrößten Bank Deutschlands. Das Reinvermögen der Anglo-Deutschen Bank betrug zum Fusionszeitpunkt 13,5 Millionen Mark. Die Dresdner Bank übernahm sämtliche Aktiva und Passiva sowie alle Angestellten der Anglo-Deutschen Bank. Ihre Geschäftsstelle wurde zur Filiale der Dresdner Bank in Hamburg und weiterhin von den ehemaligen Direktoren verwaltet. Die Aktionäre erhielten je 1200-Mark-Aktien der Anglo-Deutschen Bank 1800-Mark-Aktien der Dresdner Bank und rückwirkend ab Januar 1892 Dividenden der Dresdner Bank.
Beide Institute hatten zwei Jahrzehnte lang eine strategische Allianz gepflegt, die den wirtschaftlichen Strukturveränderungen in Deutschland offenbar nicht mehr genügte. Namentlich begründete die Geschäftsstelle der Anglo-Deutschen Bank in Hamburg nicht nur die erste auswärtige und für mehrere Jahrzehnte die zweitgrößte Niederlassung der Dresdner Bank: Der Zusammenschluss wird als Ausgangspunkt der Errichtung von Filialnetzen verschiedener Banken angesehen. Nach dieser Umwandlung errichteten alle Großbanken in Deutschland in rascher Folge ein weites Netz von Zweigstellen.